# David A. Gregory
David A. Gregory (ur. 19 sierpnia 1985 w Fairbanks) – amerykański aktor telewizyjny i filmowy, także reżyser, dramaturg i model, najlepiej znany jako Robert Ford w operze mydlanej ABC Tylko jedno życie (One Life to Live, 2009-2012).

## Życiorys

### Wczesne lata
Urodził się i wychował w Fairbanks na Alasce jako drugi z trzech synów. Dorastał wraz ze starszym bratem Wesem i młodszym Stephenem. Już w młodym wieku wiedział, że zostanie aktorem. Latem 2003, przed ostatnim rokiem szkoły średniej, brał udział w zajęciach w teatrze muzycznym w Interlochen Arts Camp. W 2008 roku ukończył Baldwin-Wallace College Music Theater w Berei, w stanie Ohio.

### Kariera
W 2008 roku po raz pierwszy pojawił się na małym ekranie w jednym z odcinków serialu NBC Prawo i porządek (Law & Order). Po występie w operze mydlanej ABC Tylko jedno życie (One Life to Live, 2009-2012), napisał i wyreżyserował sztukę zwaną „She Walks In Beauty”. Spektakl został zaprezentowany na Fall Play Festival w Manhattan Repertory Theatre w Nowym Jorku. W serialu NBC Oszustwo (Deception, 2013) zagrał złego chłopaka Kyle'go Farrella. W 2014 roku na scenie Hartford Stage wystąpił jako Spike w komedii Christophera Duranga Wania i Sonia i Masza i Spike (Vanya and Sonia and Masha and Spike).
Zamieszkał w Nowym Jorku. 

## Filmografia

### Filmy fabularne
- 2010: Skąd wiesz? (How Do You Know) jako kolega z drużyny Matty'ego
- 2012: Przepraszam, że żyję (Excuse Me for Living) jako Bruce
- 2014: Lily in the Grinder (krótkometrażowey) jako Ryan
- 2015: Chasing Yesterday jako Matthew

### Seriale TV
- 2008: Prawo i porządek (Law & Order) jako pan Harvey Stocker
- 2009-2012: Tylko jedno życie (One Life to Live) jako Robert Ford
- 2012: Plotkara (Gossip Girl) jako Aiden Hill
- 2013: Oszustwo (Deception) jako Kyle Farrell
- 2014: Elementary jako Nicholas Orman
- 2014: Constantine (serial telewizyjny) jako Eddie
- 2015: Youthful Daze jako Richie Kingsly